# 梁溪区图书馆
31°35′15″N 120°18′48″E / 31.58738°N 120.31347°E
梁溪区图书馆，又称无锡市梁溪区图书馆，原称无锡市崇安区图书馆，是位于中华人民共和国江苏省无锡市梁溪区人民东路328号的一个公立图书馆，为国家一级图书馆。

## 特点
崇安区图书馆原位于无锡市德兴巷32号的三层建筑，该楼于1983年6月被定为无锡市文物保护单位。1998年8月14日，崇安区政府确定建立崇安区图书馆，之后迁移至位于人民路的新馆，之前的旧馆陈氏旧宅改为保护建筑。2016年，崇安区、南长区、北塘区图书馆三区整合，成立新的梁溪区图书馆。图书馆设有成人借阅室、少儿借阅室、报刊阅览室、电子阅览室4个借阅馆室。2018年被授予“国家一级图书馆”。